# Diecezja Memphis
Diecezja Memphis (łac. Dioecesis Memphitana in Tennesia, ang. Diocese of Memphis) jest diecezją Kościoła rzymskokatolickiego w zachodniej części stanu Tennessee.

## Historia
Diecezja została kanonicznie erygowana 20 czerwca 1970 roku przez papieża Pawła VI. Wyodrębniono ją z terenów diecezji Nashville. Pierwszym ordynariuszem został kapłan pochodzący z Wirginii Carroll Thomas Dozier (1911-1985). Kościół, który został wyznaczony na katedrę diecezjalną budowano w latach 1927-1938.

## Ordynariusze
- Carroll Thomas Dozier (1970–1982)
- James Stafford (1982–1986)
- Daniel Buechlein (1987–1992)
- Terry Steib SVD (1993–2016)
- Martin Holley (2016-2018)
- David Talley (od 2019)